# Kanton Limoges-6
Der Kanton Limoges-6 ist seit 2015 ein französischer Wahlkreis im Arrondissement Limoges, im Département Haute-Vienne und in der Region Nouvelle-Aquitaine.
Der Kanton besteht aus dem südlichen Zentrum der Stadt Limoges mit insgesamt 17.555 Einwohnern (Stand: 2022):